# Regionaler Naturpark Vexin français

Logo des Parks

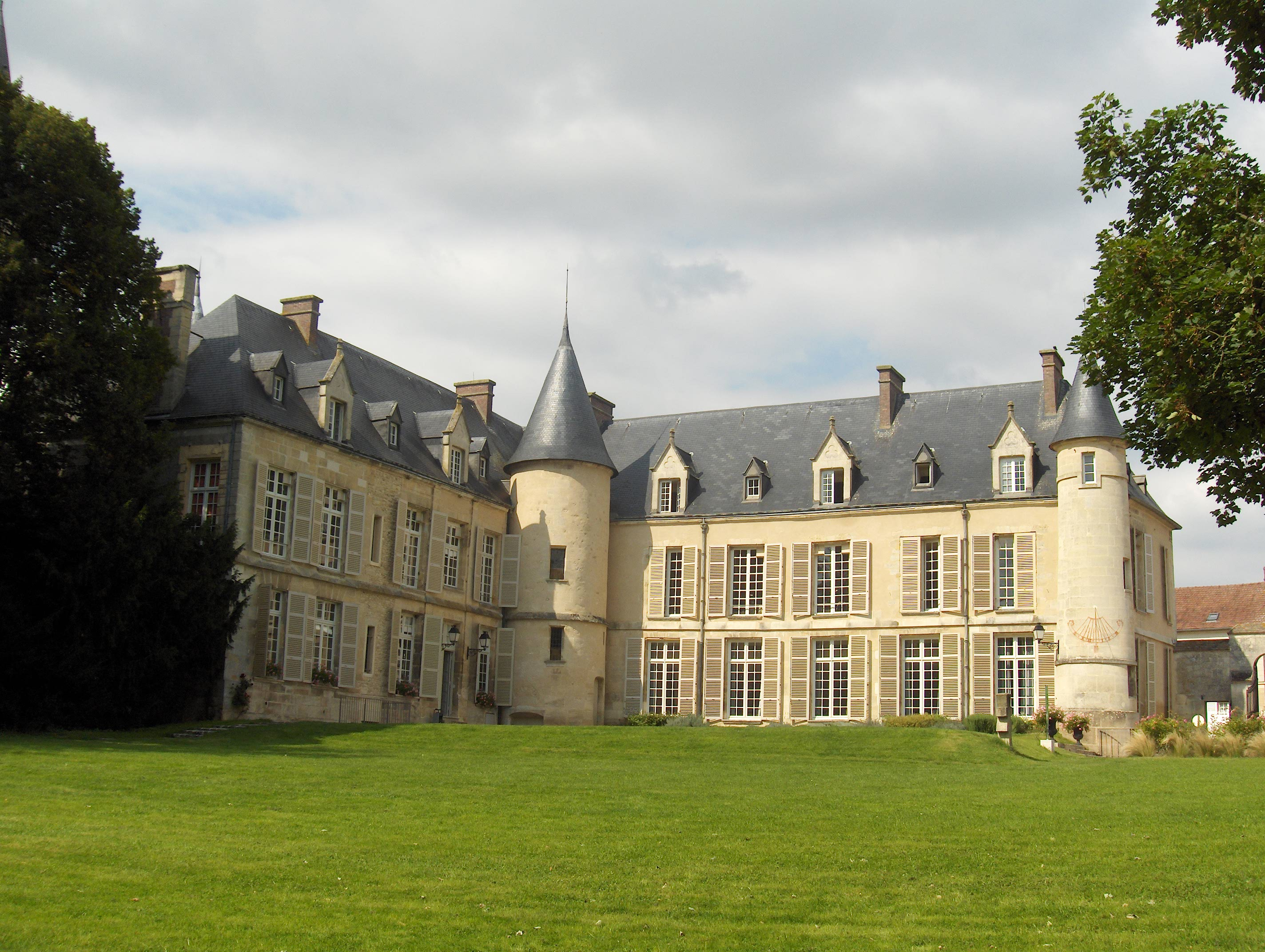
Maison du parc im Schloss von Théméricourt

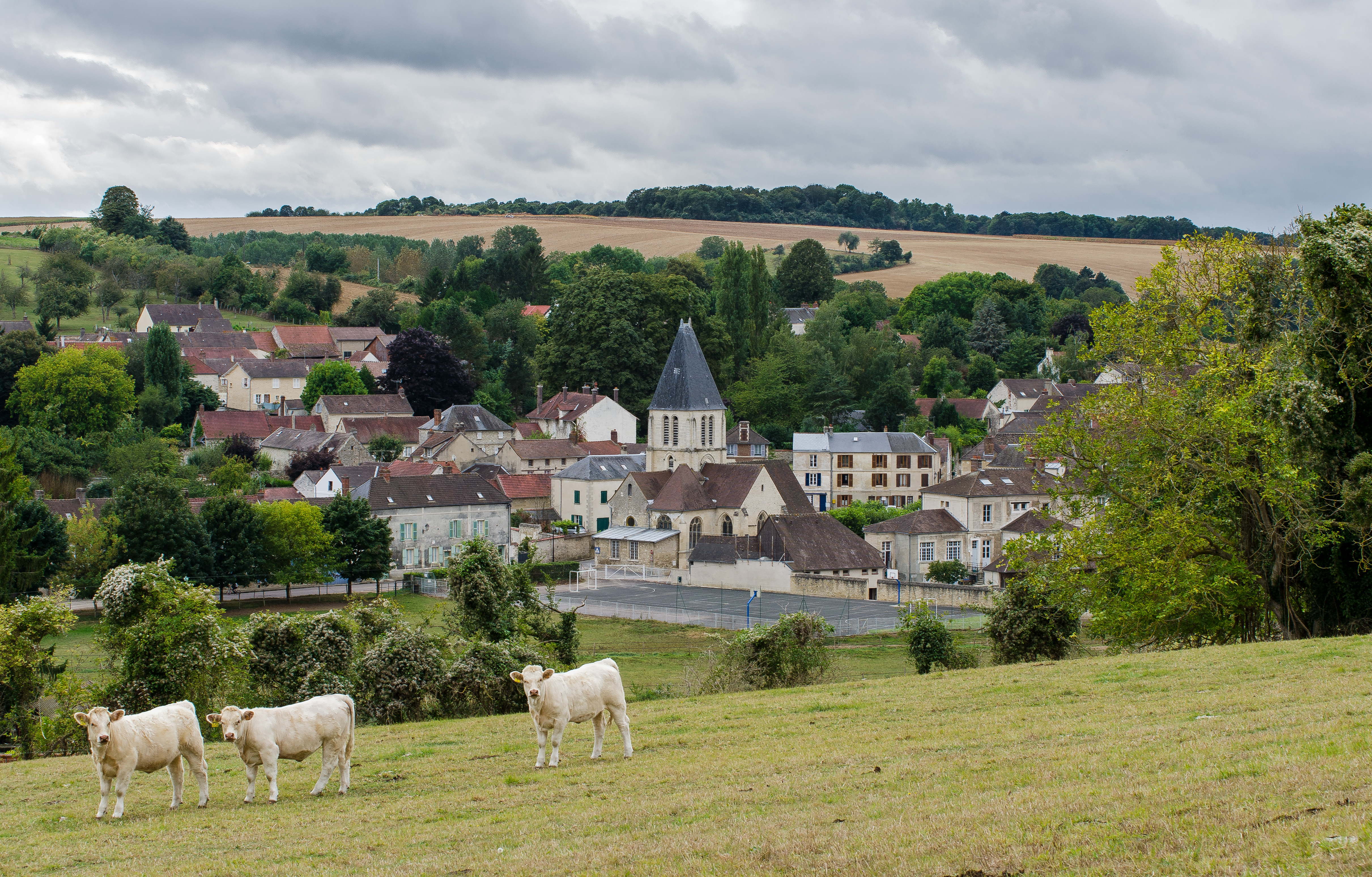
Landschaft bei Chaussy

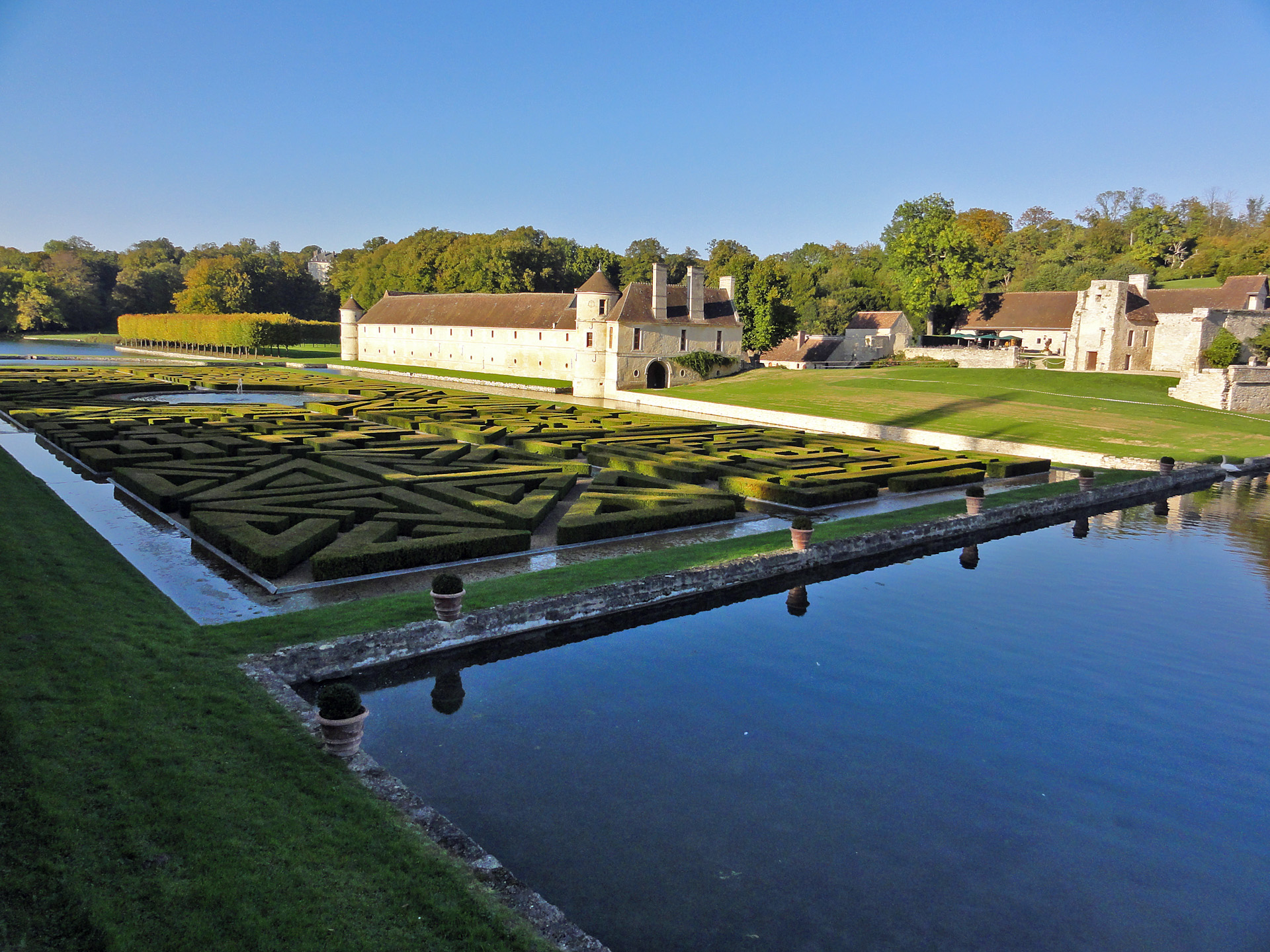
Domaine de Villarceaux – Herrenhaus und Wasserpark aus dem 16. Jh. in Chaussy

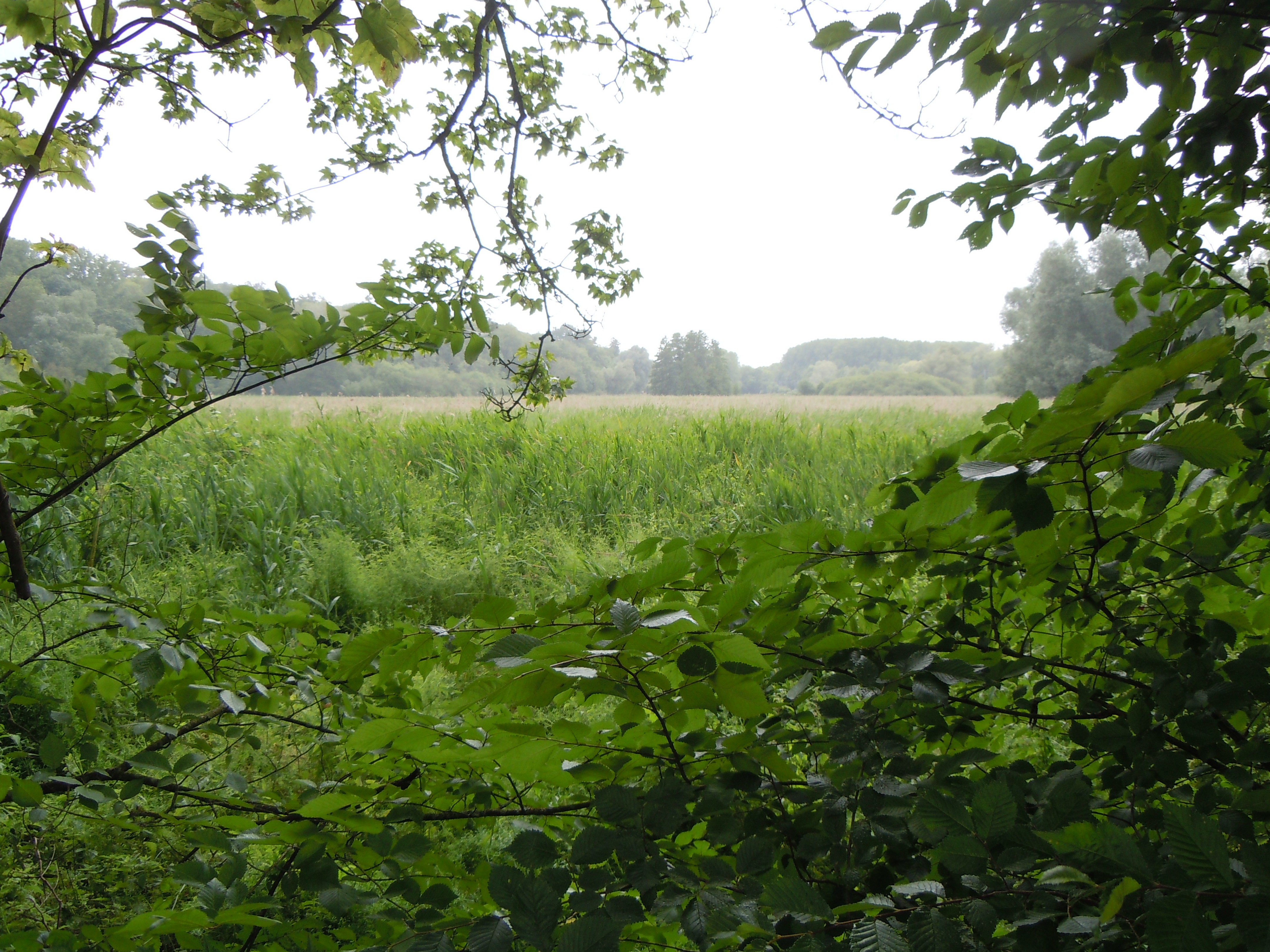
Feuchtgebiet bei Ableiges

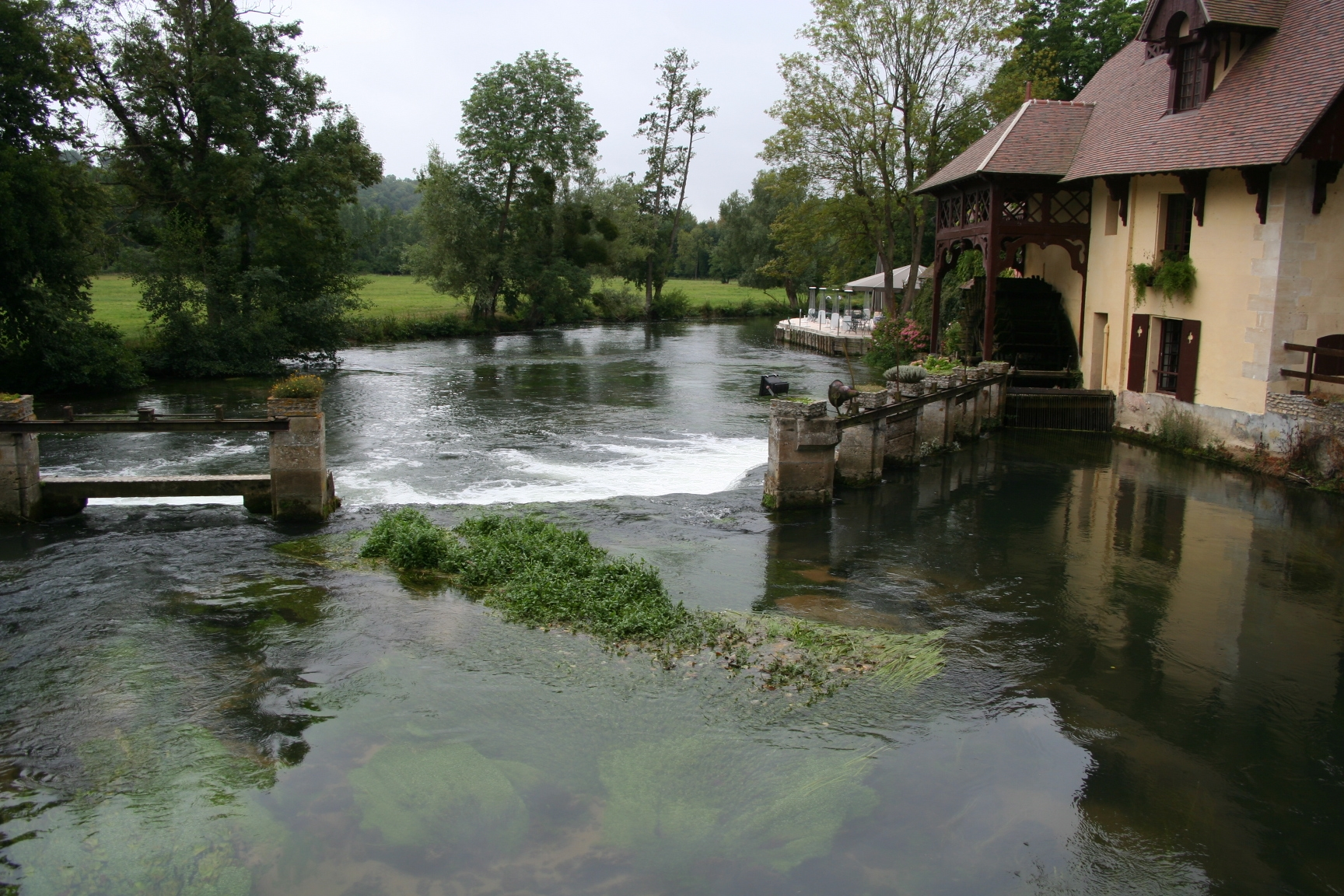
Die Epte bei Amenucourt

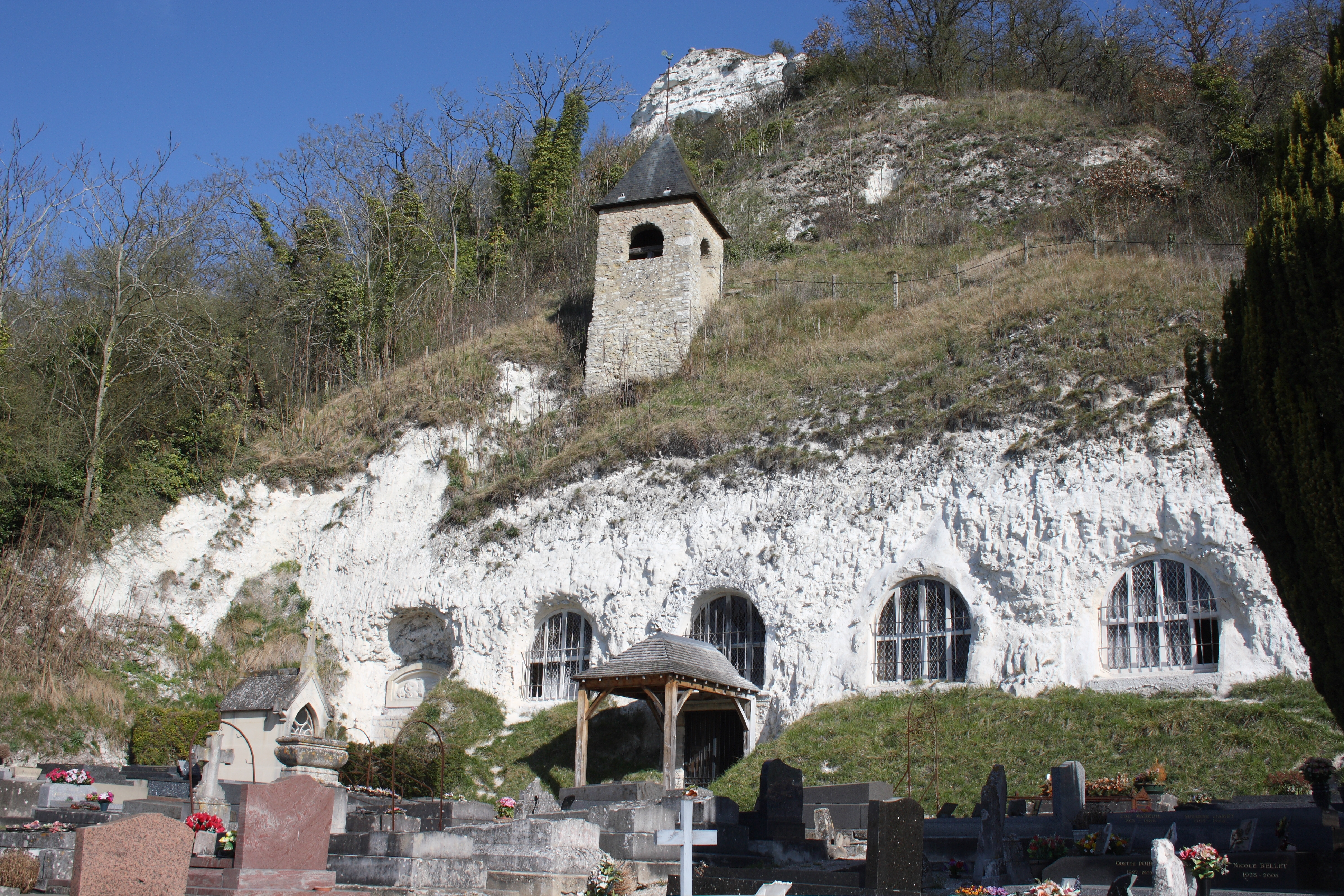
Église de l’Annonciation in Haute-Isle

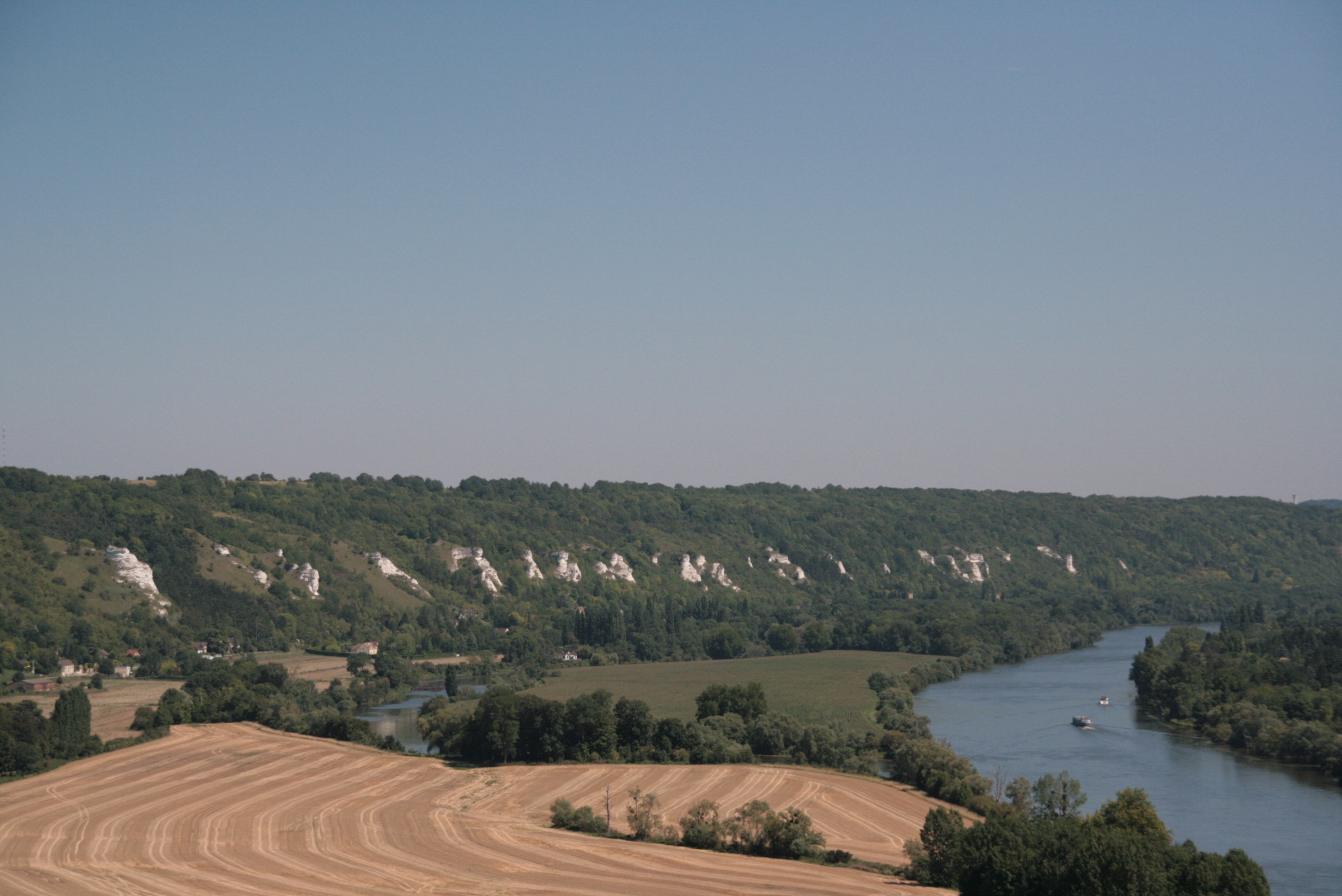
Die Kalkklippen zum Tal der Seine in La Roche-Guyon

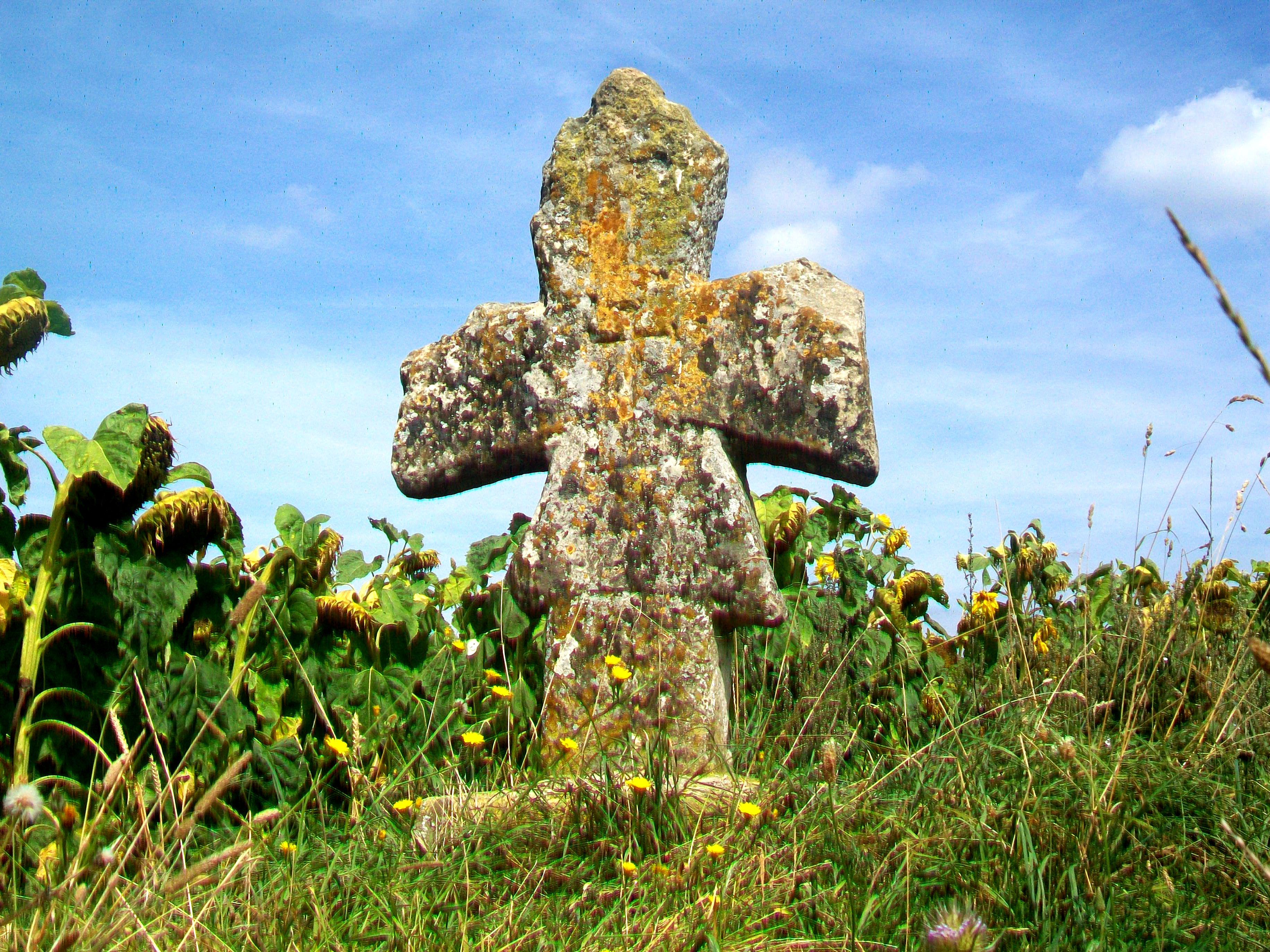
Croix des Friches in Nesles-la-Vallée

Der Regionale Naturpark Vexin français (frz. Parc naturel régional du Vexin français) liegt in den französischen Départements Val-d’Oise und Yvelines in der Region Île-de-France.
Das Kerngebiet dieses Naturparks umfasst eine Kalk-Hochebene in der Landschaft Vexin, die im Westen durch den Fluss Epte von der ähnlich bezeichneten Landschaft Vexin normand abgegrenzt wird.

## Parkverwaltung
Der Naturpark wurde am 9. Mai 1995 gegründet und umfasst heute eine Fläche von rund 71.000 Hektar. Die Parkverwaltung hat ihren Sitz im Schloss von Théméricourt (49° 5′ 11″ N, 1° 53′ 47″ O), wo sich das „Maison du Parc“ befindet. 99 Gemeinden mit einem Einzugsgebiet von etwa 98.000 Bewohnern bilden den Park. Folgende weitere Gebietskörperschaften liegen zwar außerhalb des Naturparks, sind jedoch als Zugangsorte mit ihm assoziiert: Gemeindeverbund Mantes-en-Yvelines, Limay, Issou, Meulan-en-Yvelines, Gemeindeverbund Cergy-Pontoise.

## Größere Orte im Park
- Auvers-sur-Oise
- Butry-sur-Oise
- Champagne-sur-Oise (Randlage)
- Ennery
- Gargenville (Randlage)
- Juziers (Randlage)
- Magny-en-Vexin
- Marines
- Parmain
- Vigny

## Landschaft
Das Gebiet des Vexin français bietet vielfältige Landschaftsformen, wie Kalkklippen, Feuchtgebiete und Wälder. Dieses weitläufige Kalkplateau mit einer dominierenden Höhenlage von rund 100 bis 150 Metern wird im Süden von der Seine begrenzt, im Osten von der Oise, im Westen von der Epte und im Norden von Troësne und Esches. Das Plateau wird noch zusätzlich von Tälern strukturiert, wie die der Viosne und der Sausseron, die zur Oise entwässern oder das der Aubette, die zur Seine verläuft. An einigen Stellen wird die Ebene von bewaldeten Hügeln überragt, die ein eigenes Biotop bilden.
Die Landschaft wird agrarisch stark genutzt, wobei überwiegend Weizen, Gerste und Raps in großen Kulturen angebaut werden. Die Zielsetzung des Naturparks liegt in der Erhaltung der Vielfalt der natürlichen Lebensformen und geschützten Pflanzenarten, die hier gegeben sind und sofern möglich, die Schaffung von Lebensräumen zu deren Ausbreitung und Wiederherstellung.

### Feuchtgebiete
Am Grund der Täler erstrecken sich Feuchtwiesen, alkalische Sümpfe und Schilfzonen. Sie dienen als Wasserspeicher und Reinigungsfilter dieser zerbrechlichen Biodiversität und spielen eine Hauptrolle in der Regelung der unter- und oberirdischen Wasserversorgung.
Zahlreiche Vögel, Insekten und Amphibien finden da Zuflucht. Bemerkenswert sind die beobachteten Brutvogelarten, wie die Bachstelze, der Schilfrohrsänger und der Sumpfrohrsänger. Die Hanglagen bieten feuchte und torfhaltige Böden, wo sich eine spezifische Flora entwickelt: Süßgräser, Seggen, Torfmoose und Königsfarn. Von der Entwässerung und der künstlichen Aufforstung bedroht, sind diese wertvollen Bestände seit 1950 stark zurückgegangen, aber heute Gegenstand von Entwicklungsprogrammen im Naturpark.
Einige interessante Beispiele:
- Feuchtgebiet von Rabuais, bei Arronville und Berville
- Feuchtgebiet von Frocourt, im Gemeindegebiet von Amenucourt
- Feuchtgebiet bei Montgeroult und Boissy-l’Aillerie
- Feuchtgebiet bei der Moulin de Noisement, bei Chars
- Vallière-Stausee bei Santeuil

### Bewaldete Hügel
Waldgebiete bedecken etwa 15 % der Fläche des Parks, das sind etwas mehr als 10.000 Hektar. Die größten bewaldeten Gebiete liegen auf den Hügeln von Arthies, von Rosne (Gemeinde Haravilliers) und von Marines. Weitere bedeutende Waldflächen sind der Wald von La Tour du Lay bei Nesles-la-Vallée und der Wald von Laroche bei La Roche-Guyon. Die Eichen sind das Grundelement der Waldvegetation, aber auch Eschen, Buchen, Ahorne, Kastanien, Vogel-Kirschen und einige Nadelbaumarten sind hier vertreten. Bis ins 19. Jahrhundert wurde besonders die Kastanie und die Esche intensiv bewirtschaftet.

### Kalkklippen
Die Flanken der Täler, die das Plateau des Vexin français einschneiden bzw. begrenzen, bilden häufig steile Felshänge. Daneben bilden sich Lebensräume mit Trockenrasen oder Wiesenflächen, wo eine fruchtbarere Bodenbedeckung vorliegt. Auch Brachfelder sind hier vorzufinden, wo eine agrarische Nutzung des Bodens aufgegeben wurde. Bis Anfang des 20. Jahrhunderts überwogen hier Weinbau und Obstkulturen, die aber Platz für die Entwicklung wilder Arten ließen. Diese Art der Bodennutzung hat es ermöglicht eine offene Landschaft zu erhalten; das Verlassen dieser Praxis im Laufe des 20. Jahrhunderts hat zu einem spontanen Pflanzenwachstum, zu einer Überwucherung des Milieus und die Verminderung der tierischen und pflanzlichen Vielfalt geführt.
Eines der bedeutendsten Beispiele für diese Landschaftsform ist das Natura-2000-Schutzgebiet Coteaux et boucles de la Seine (FR1100797), das am südwestlichen Rand des Naturparks zum Fluss Seine mit seinen markanten Flussschlingen abfällt.

### Alluvialböden
Als die Seine ihr Flussbett in die Kreidefelsen der Hänge grub, hat sie gleichzeitig im Talgrund Alluvialböden abgelagert, die heute die niedrigen und höheren Terrassen in den Flussschlingen von Guernes und Moisson bilden. Auf den untersten Terrassen, die heute dem Niveau des Flusses entsprechen, haben sich Gehölze, Graslandschaften und Teiche gebildet. Auf den Anhöhen, die die Mäander zwischen Saint-Martin-la-Garenne und Vétheuil beherrschen, ist der Wald von Chesnay das allerletzte Relikt einer frühen alluvialen Terrasse, die heute von lichten Eichenwäldchen bewachsen ist, wo sich Kalk liebende und Humus suchende Vegetationen mischen. Diese zwei Mäander der Seine haben eine wichtige Bedeutung in der Ile-de-France für die Brut- und Zugvögel. Sie sind ein bevorzugter Lebensraum des Triel, einer seltenen Vogelart in Europa, sowie zahlreicher Arten von Zugvögel, wie die Kornweihe, der Wespenbussard und vielerlei Entenvögel. Lange Zeit wurden hier Schottergruben betrieben, um Baumaterial für den Straßenbau zu gewinnen. Heute besteht ein Ziel darin, die Vielfalt zwischen bewaldeten Räumen, Grasland und Teichen zu erhalten.